# Список терактов Иргуна
Список терактов Иргуна
| Дата                       | Происшествие |
| -------------------------- | --- |
| 17 апреля 1936 года        | 2 араба убито в хижине близ Петах-Тиквы. |
| 17 августа 1936 года       | 1 армянка убита и 5 арабов ранено в ходе нападения на поезд в Яффо |
| 18 августа 1936 года       | 2 араба убито в Петах-Тикве |
| март 1937                  | 2 араба убиты на пляже в городе Бат-Ям |
| 11 ноября 1937 года        | 2 араба убито и 5 ранено в автобусном парке в Иерусалиме. |
| 14 ноября 1937             | 10 арабов убито в ходе нападений, совершённых Иргуном в окрестностях Иерусалима |
| 12 апреля 1938             | 2 араба и 2 британских полицейских погибли в результате взрыва бомбы в поезде Хайфа. |
| 17 апреля 1938             | 1 араб погиб в результате взрыва бомбы в кафе города Хайфа |
| 17 мая 1938                | Арабский полицейский убит во время нападения на автобус на дороге Иерусалим-Хеврон. |
| 24 мая 1938                | 3 араба застрелены в Хайфе. |
| 23 июня 1938               | 2 араба убиты в Тель-Авиве. |
| 26 июня 1938               | 7 арабов погибли в результате взрыва бомбы в городе Яффа. |
| 27 июня 1938               | Убит один араб во дворе госпиталя Хайфа. |
| 5 июля 1938                | 7 арабов застрелены в Тель-Авиве. |
| 5 июля 1938                | 3 араба убиты в результате взрыва бомбы в автобусе в Иерусалиме. |
| 5 июля 1938                | 1 араб застрелен в Иерусалиме. |
| 6 июля 1938                | 18 арабов и 5 евреев погибли в результате взрыва двух бомб на рынке в Хайфе. |
| 8 июля 1938                | 4 араба погибли в результате взрыва бомбы в Иерусалиме. |
| 16 июля 1938               | 10 арабов погибли в результате взрыва бомбы на рыночной площади в Иерусалиме. |
| 25 июля 1938               | 53 араба погибли в результате взрыва бомбы на рыночной площади в Хайфе. |
| 26 августа 1938            | 24 араба погибли в результате взрыва бомбы на рыночной площади в Яффе. |
| 27 февраля 1939            | 33 араба убиты в результате многочисленных нападений и взрывов в этот день |
| 29 мая 1939                | 5 арабов убиты в результате взрыва в кинотеатре в Иерусалиме. |
| 29 мая 1939                | 5 арабов убиты в результате нападения на деревню. |
| 2 июня 1939                | 5 арабов погибли в результате взрыва бомбы. |
| 12 июня 1939               | Погиб британский сапёр, пытавшийся обезвредить бомбу в почтовом отделении в Иерусалиме. |
| 16 июня 1939               | 6 арабов убиты в результате нескольких нападений в Иерусалиме. |
| 19 июня 1939               | 20 арабов погибли в результате взрыва заминированного осла на рынке в Хайфе. |
| 29 июня 1939               | 13 арабов застрелены в результате нескольких нападений в течение одного часа. |
| 30 июня 1939               | 1 араб застрелен на рынке в Иерусалиме |
| 30 июня 1939               | 2 араба застрелены в деревне недалеко от Иерусалима. |
| 3 июля 1939                | 1 араб погиб в результате взрыва бомбы в Хайфе. |
| 4 июля 1939                | 2 араба убиты в Иерусалиме. |
| 20 июля 1939               | 1 араб убит на вокзале в Яффе. |
| 20 июля 1939               | 6 арабов убиты в результате нескольких нападений в Тель-Авиве. |
| 20 июля 1939               | 3 араба убиты в Реховоте. |
| 27 августа 1939            | 2 британских офицера погибли в результате взрыва мины в Иерусалиме. |
| 27 сентября, 1944          | Примерно 150 членов Иргуна напали на 4 британских отделения полиции, число жертв неизвестно. |
| 29 сентября 1944           | Британский офицер криминального отдела полиции убит в Иерусалиме. |
| 31 октября — 1 ноября 1945 | Массированное нападение на палестинские железные дороги, совместная операция с «Хаганой» и «Лехи». Железнодорожные пути взорваны в 242 местах (по другим сведениям — в 153 местах). Убиты три человека. В ту же ночь взорваны полицейские катера в Яффе и Хайфе. |
| 27 декабря 1945            | 7 британских полицейских убито в ходе нападения на полицейские участки в Яффе и Тель-Авиве, взорвано здание британской разведки в Иерусалиме, 1 солдат убит при нападении на британский военный лагерь в северном Тель-Авиве.                                    |
| 22 июля 1946               | Взрыв в гостинице Царь Давид в Иерусалиме. Погиб 91 человек. |
| 11 декабря 1947            | 11 арабов убито при нападение на селение Эль-Тира близ Хайфы. Согласно заявлению «Иргуна», жители были предупреждены, чтобы успеть эвакуировать женщин и детей.                                                                                                  |
| 12 или 13 декабря 1947     | 20 человек убито и 5 ранено при взрыве бочки с взрывчаткой), или 5 человек убито и 47 ранено при взрыве двух бомб у Дамасских ворот в Иерусалиме. "Предположительно, атака выполнена «Иргуном»().                                                                |
| 13 декабря 1947            | 6 человек убито и 25 ранено при взрыве бомбы у кинотеатра Альхамбра в Яффо. |
| 13 декабря 1947            | 7 человек убито и 10 серьёзно ранено при атаке на деревню Yehudieh. «Название деревни упоминалось в последнее время в связи нападениями на транспортные средства и убийством нескольких человек бандой Bedawi».                                                  |
| 16 декабря 1947            | 10 человек убито при взрыве бомбы в кинотеатре Нога в Яффе. |
| 29 декабря 1947            | 14 человек погибло в Иерусалиме в результате взрыва бомбы. |
| 30 декабря 1947            | 6 арабских рабочих убито бомбой у нефтеперегонного завода в Хайфе. Это спровоцировало последовавшие тут же убийства еврейских рабочих завода (41 погиб и 49 получили ранения).                                                                                   |
| 1 января 1948              | 2 человека погибло и 9 ранено в ходе нападения с огнестрельным оружием на кафе в Яффо |
| 7 января 1948              | 20 человек погибло при взрыве бомбы у Яфских ворот в Иерусалиме |
| 10 февраля 1948            | 10 арабов убито у Рас-эль-Айна, после того как они возвращались домой, после продажи скота в Тель-Авиве |
| 29 февраля 1948            | 29 британских солдат погибло в районе Реховота в результате подрыва военного поезда. |
| 9 апреля 1948              | от 107 до 120 жителей Дейр-Ясина убито во время боя за эту деревню и после него (Иргун совершил нападение совместно с боевиками Лехи (см.Резня в Дейр-Ясине) |
| Всего в 1937—1948 гг.      | В результате терактов Иргуна погибло более 400 арабских и 20 еврейских подданных подмандатной Палестины и более 40 британцев |